# Child-Pugh-Score
Der Child-Pugh-Score (Child-Pugh-Kriterien), auch Child-Turcotte-Pugh-Score genannt, wird in der Medizin benutzt, um eine Stadieneinteilung der Leberzirrhose vorzunehmen. Gleichzeitig lässt sich anhand dieser Stadien die Prognose des Patienten abschätzen.
Die Child-Pugh-Kriterien wurden 1964 erstmals von Charles Gardner Child (* 1908; † 1991) und Jeremiah G. Turcotte (Universität von Michigan) publiziert und 1973 von Pugh und Mitarbeitern modifiziert. Ein neuerer Score, der den Child-Pugh-Score vor allem in der Transplantationsmedizin zunehmend ersetzt, ist der MELD-Score bzw. MELD-Plus; eine weitere Alternative stellt der ALBI-Grad dar.

## Erstellung des Score
Es wird anhand von fünf Kriterien (drei Laborwerte und zwei klinische Befunde) eine Gesamtpunktzahl erstellt, wobei jeweils 1-3 Punkte vergeben werden, so dass ein Score von 5 bis 15 erreicht werden kann.
| Kriterium                  | 1 Punkt    | 2 Punkte      | 3 Punkte       | Einheit                          |
| Serum-Bilirubin (gesamt)   | < 2,0 < 34 | 2,0–3,0 34–52 | > 3,0 > 52     | mg/dl (x 17,104 = µmol/l) µmol/l |
| Serum-Albumin              | > 3,5      | 2,8–3,5       | < 2,8          | g/dl                             |
| Quick-Wert oder INR        | > 70 < 1,7 | 40–70 1,7–2,3 | < 40 > 2,3     | % –                              |
| Aszites im Ultraschall     | keiner     | mäßig         | viel           | –                                |
| hepatische Enzephalopathie | keine      | Stadium I–II  | Stadium III–IV | –                                |

Die Werte und Einheiten können sich je nach Autor und Publikation etwas unterscheiden.
Bei Vorliegen einer der cholestatischen Lebererkrankungen Primär biliäre Zirrhose (PBC) oder Primär sklerosierende Cholangitis (PSC) gelten andere Referenzbereiche für das Bilirubin:
1 Punkt: Bilirubin < 4,0 mg/dl; 2 Punkte: 4–10 mg/dl; 3 Punkte > 10,0 mg/dl.

## Stadien und Aussagen zur Prognose
Anhand der Punktzahl erfolgt die Einteilung in die Child-Pugh-Stadien A bis C:
| Punkte | Stadium | 1-Jahres-Überlebensraten | 2-Jahres-Überlebensraten | 3-Jahres-Überlebensraten | 5-Jahres-Überlebensraten | perioperative Mortalität |
| 5–6    | A       | 100 %                    | 85 %                     | 70 %                     | 50 %                     | 10 %                     |
| 7–9    | B       | 81 %                     | 57 %                     | 36 %                     | 26 %                     | 30 %                     |
| 10–15  | C       | 45 %                     | 35 %                     | 17 %                     | 15 %                     | 82 %                     |

Unter der Therapie mit oralen Gerinnungshemmern kann der Child-Pugh-Score nicht mehr als alleiniger Parameter der Leberinsuffizienz verwendet werden, da der INR, auch bei Direkten oralen Gerinnungshemmern, therapiebedingt steigt. Dies ist vor allem bei der Therapieentscheidung anderer Arzneistoffe zu beachten. Während Direkte orale Gerinnungshemmer im Stadium C nicht mehr eingesetzt werden sollten, ist die Therapie mit Warfarin, unter häufiger INR Messung möglich, sofern die Blutungsgefahr den zu erwartenden klinischen Nutzen nicht übersteigt.

## ALBI-Grad
Da die Einteilung der Child-Pugh-Stadien abhängig ist von subjektiven Faktoren wie die Einteilung der Aszites und der Enzephalopathie, wurde 2015 eine alternative Einteilung zur Leberfunktionalität vorgestellt: Der ALBI-Grad.
Er beruht auf den Albumin- und Bilirubinwerten und wird in drei Klassen (1 bis 3) ausgegeben.
ALBI-Grad = (log10 Bilirubin [µmol/l] · 0,66) + (Albumin [g/l]  · (−0,0852))
Falls das Ergebnis kleiner oder gleich −2,60 ist, beträgt der Grad 1, zwischen −2,60 und −1,39 Grad 2 und größer als −1,39 Grad 3.